# Ante Gabrić
Ante Gabrić (Metković, 28. veljače 1915. – Kolkata, Indija, 20. listopada 1988.), hrvatski katolički svećenik, isusovac, misionar, sluga Božji.

## Životopis
Rodio se u Metkoviću kao osmo dijete od četiriju kćeri i pet sinova što su ih imali Petar i Katarina Gabrić (rođena Antičević). Zanimljivo je da je i Petrov brat Nikola također imao četiri kćeri i pet sinova pa je u jednom trenutku pod krovom Gabrića bilo čak osamnaestero djece. U Metkoviću je završio osnovnu školu i dva razreda građanske škole prije nego što se odlučio za Isusovačko sjemenište u Travniku, gdje je primljen 1926., a radi latinskog jezika ponovo je morao krenuti od drugog razreda i nadoknaditi razliku predmeta za prvi razred. Maturirao je 1933. godine, a iste godine je primljen u isusovački novincijat. Školovanje nastavlja u novicijatu u Zagrebu gdje nakon dvije godine izgovorio isusovačke redovničke zavjete. Nakon toga upisao je studij filozofije koji do 1938. godine polazi na sveučilištima u Italiji. Ostao mu je samo završni ispit kojega je pao 22. lipnja 1938., ali bez obzira na to, odmah potom u srpnju 1938. vraća se u Metković i objavljuje roditeljima da ide u Indiju. 

### Misionarsko djelovanje
U zoru 10. listopada 1938. ukrcao se na parobrod u metkovskoj luci i otišao je kao misionar u Indiju. Godinu dana učio je engleski i bengalski jezik. U misiji Bošonti, zaređen je za svećenika 1943. Posvećuje se misionarskom radu među hindusima, muslimanima i malobrojnim katolicima. Pomaže ljudima u bijedi. Organizirao rižinu banku te na taj način oslobađao siromahe od lihvara. Osnivao je male seoske škole, kapelice, zanatske škole i bolnice. Posebno se brinuo za udovice hindsua koje nakon smrti supruga nisu bile sposobne zakonski nasljediti imovinu koju su skupa stekli za vrijeme svog braka, te zbog pritisaka rodbine i šire zajednice bile su marginalizirane i protjeravane. Za udovice hindusa, koje su prognane iz društva, osnovao je dom, a djecu smješta u sirotišta. Pomaže u gradnji koliba, nasipa i putova. Organizirao je prehranu školske djece. Talentiranu djecu, slao je na dodatno školovanje. Osnovao je misijsku postaju "Maria Polli" u Boshontiju s vjerskim, zdravstvenim i humanitarnim ustanovama. Osnovna škola u Kumrokhaliu danas nosi ime "Otac Ante Gabrić". Za života je pokrstio na tisuće ljudi. Usko i često je surađivao s Majkom Terezom.
Umro je 20. listopada 1988. u Kalkuti a pokopan je po svojoj želji u misijskoj postaji "Maria Polli". Na sprovodu je bilo oko 20.000 ljudi katolika, muslimana i hindusa. Pokopan je sa šakom neretvanske zemlje iz Metkovića i s bočicom Jadranskog mora. 

### Postupak za proglašenje blaženim
Zagrebački nadbiskup kardinal Josip Bozanić otvorio je u 28. veljače 2015. u Zagrebu biskupijski postupak za proglašenje blaženim sluge Božjega o. Ante Gabrića, na dan 100. obljetnice njegovog rođenja. U prigodnom je govoru kardinal podsjetio na riječi svete Majke Terezije, koje je 1978. godine izrekla u Metkoviću, rodnome gradu o. Gabrića:
| „                                         | ...ljudi u Bengaliji su u o. Gabriću dobili Isusa. Preko njega i od njega doznali su da ih dragi Bog ljubi. Oni su doznali da su naša braća i sestre... | ” |
| — blažena Majka Terezija, Metković, 1978. | |   |

## Spomenik ocu Anti Gabriću
Ispred župne crkve sv. Ilije u Metkoviću je 21. listopada 1990. godine, na drugu obljetnicu smrti, otkriven spomenik ocu Anti Gabriću. Spomenik je izradila akademska kiparica Nina Sedlar. O ocu Anti Gabriću i spomeniku na otvorenju govorio je župnik fra Mirko Buljac, koje je istaknuo da je: 
| „                                                 | ...kip ukorijenjen u zemlju ispred crkve u kojoj je o. Ante kršten, bez postolja, mršav i napet u gandijevskom stilu. | ” |
| — fra Mirko Buljac, Metković, 21. listopada 1990. | |   |

Dokumentarni film redateljice i scenaristice Ljiljane Bunjevac Filipović Tamo gdje palme cvatu (2014.) oslikao je lik oca Ante Gabrića.

## Vanjske poveznice
- O ocu Anti Gabriću na stranicama Filozofskog fakulteta Družbe Isusove  Arhivirana inačica izvorne stranice od 18. ožujka 2013. (Wayback Machine)
- Slobodna dalmacija - Metkovski misionar u Bengaliji
- Jutarnji list - ‘Otac Gabrić ni jednog čovjeka nikad nije odbio'  Arhivirana inačica izvorne stranice od 17. travnja 2009. (Wayback Machine)
- Metkovski vjesnik - Dvadeset godina od smrti velikoga Metkovca (18.-19. stranica)